# Roland D'Ieteren
Roland Gabriel baron D'Ieteren (24 januari 1942 - 10 december 2020) was een Belgisch ondernemer. Hij was jarenlang topman van het gelijknamige familiebedrijf D'Ieteren.

## Biografie
Roland D'Ieteren, telg uit de familie D'Ieteren, was een rechtstreekse afstammeling van Jean-Joseph D'Ieteren, oprichter van het gelijknamige familiebedrijf, dat in 1805 werd opgericht als koetsenbouwer, maar vooral groeide door de import en montage van auto's van de verschillende merken van Volkswagen. Hij was de zesde rechtstreekse mannelijke afstammeling na vestiging in Brussel.
Hij studeerde af als handelsingenieur aan de Solvay Business School. Hij werkte eerst voor Volkswagen in Mexico. In 1973 ging hij aan de slag bij het familiebedrijf. Hij bouwde dit uit tot een groot auto-imperium waarvan hij 30 jaar gedelegeerd bestuurder en 42 jaar voorzitter van de raad van bestuur was. Onder D'Ieteren werden ook andere autogerelateerde activiteiten aan het bedrijf toegevoegd, waaronder de verhuur van auto's (Avis Europa) in 1989 en het beglazingsbedrijf Belron, het moederbedrijf van Carglass, in 1999. In 2016 nam het bedrijf ook de Italiaanse schriftjesmaker Moleskine over.
D'Ieteren was tot 1970 ook eigenaar van Volkswagen Vorst, dat door Volkswagen AG werd overgenomen. Wanneer de fabriek in 2006 dreigde te sluiten, bracht Roland D'Ieteren toenmalig premier Guy Verhofstadt in contact met Ferdinand Piëch, voorzitter van Volkswagen AG, met wie D'Ieteren als kind op school zat.
Op 20 september 2009 werd D'Ieteren verheven in de Belgische adel met de titel baron, overgaande op alle afstammelingen. In 2017 volgde zijn enige zoon Nicolas D'Ieteren (1975) hem op als voorzitter van de raad van bestuur van het bedrijf omdat hij de maximumleeftijd van 75 jaar had bereikt. Eind 2020 overleed hij op 78-jarige leeftijd aan de gevolgen van een coronabesmetting.